# Orden del Príncipe Danilo I
La Orden del Príncipe Danilo I (en montenegrino: Орден Књаза Данiла I, Orden Knjaza Danila I) es una orden dinástica de la casa real de Petrović-Njegoš, de Montenegro. Fue instaurada en 1853 por el príncipe Danilo Petrović-Njegoš.

## Historia
La Orden del Príncipe Danilo I fue instaurada en honor a la independencia del Principado de Montenegro, en 1853. La condecoración es actualmente otorgada por el príncipe heredero Nikola Petrović-Njegoš, en honor a una contribución significativa a la conservación de la independencia montenegrina. La condiciones bajo las cuales es otorgada son definidas por sus estatutos.
El aspecto de la condecoración original fue modificada varias veces y la orden sufrió dos restructuraciones durante el reinado del rey Nicolás I. La primera vio la introducción de tres grados, en 1861, y la introducción de un grado suplementario fue objeto de la segunda en 1873. Con esta última modificación, la primera y segunda clases comportan cada una estrella.
El 4 de junio de 2005 tuvo lugar, en la capital histórica de Cetiña, la primera gala de la orden después de 90 años.

## Grados
- Gran Cruz (1.ª clase)
- Caballero/Dama comendador/a (2.ª clase)

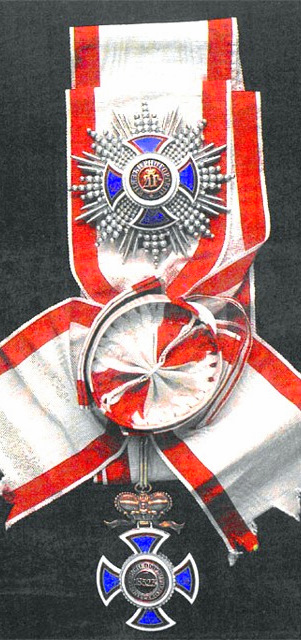
Condecoración de Gran Cruz de la Orden.

- Caballero/Dama (3.ª clase)
- Teniente (4.ª clase)
- Miembro (5.ª clase)

| Cintas                | Cintas                           | Cintas                | Cintas               | Cintas              |
| --------------------- | -------------------------------- | --------------------- | -------------------- | ------------------- |
| Gran Cruz (1.ª clase) | Caballero Comendador (2.ª clase) | Caballero (3.ª clase) | Teniente (4.ª Clase) | Miembro (5.ª clase) |

## Galardonados
La lista incluye:
- S.M.I. Alejandro III, emperador de Rusia
- S.M.I. Nicolás II, emperador de Rusia
- S.M.I. Francisco José I, emperador de Austria
- S.M. Cristián X, rey de Dinamarca
- S.A.R. el príncipe Arturo, duque de Connaught y de Strathearn
- Nikola Tesla
- Artur Schnabel
- Sol Butler
- Ulysses Lappas
- le barón Eugen d'Albori
- le barón Wladimir Giesl de Gieslingen
- S.A.R. la princesa Francina de Montenegro[2]
- S.A.R. la princesa Altinaï de Montenegro
- S.A.Em. Fra' Andrew Bertie, príncipe y gran maestro de la Orden Soberana de Malta[3][4]
- S.A.S. Alberto II, príncipe soberano de Mónaco[5]
- S.A. el príncipe Nicolás, príncipe de Rusia
- S.A.S. el príncipe Demetrio, príncipe de Rusia[6]
- S.A.R. el príncipe Vittorio Emanuele di Savoia, príncipe de Nápoles y Saboya
- S.A.R. el príncipe Emanuele Filiberto di Savoia, príncipe de Venecia y el Piamonte
- S.A.R. el príncipe dom Duarte Pío de Bragança, «duque de Braganza»[7]
- S.A.I.R. el archiduque Lorenzo de Austria-Este, príncipe de Bélgica
- El general Charles Gaspard, Conde Saski
- el príncipe Enrique de Orleans, «conde de París», « duque de Francia»[8]
- S.A.R. el príncipe Fernando de Borbón-Dos Sicilias, «duque de Castro»[9]
- S.A.R. el príncipe Carlos de Borbón-Dos Sicilias, «duque de Castro»[10]
- S. E. Filip Vujanović, presidente de la República de Montenegro[11][12]
- S. E. Nebojša Kaluđerović, embajador de Montenegro en Naciones Unidas[13][14]
- S. E. Antun Sbutega, embajador de Montenegro en la Santa Sede y la Orden Soberana de Malta[15][16]